# Collégiale Saint-Sauveur de Blois
La collégiale Saint-Sauveur de Blois était un monument historique du XIIe siècle construit dans l'avant-cour du château de Blois et qui fut détruit en 1793,.
Le maître-autel de l'actuelle église Saint-Nicolas provient de Saint-Sauveur.

## Histoire
Selon les historiens Bergevin et Dupré, la collégiale Saint-Sauveur aurait été construite sur les ruines d'un temple païen dédié à Jupiter Sauveur, en faisant ainsi l'un des plus anciens lieux de culte de la ville de Blois.
Jean Bernier mentionne que la collégiale a été érigée vers l'an 1000, sans toutefois donner de source, comme le remarque Cosperec, qui estime sa construction à la fin du XIIe siècle. Louis de La Saussaye rappelle quant à lui que le comte Thibaut IV la surnommait au XIIe siècle « l'église de Blois » (« ecclesiam Blesensis »), montrant son importance en comparaison aux autres de la cité. Il fait également mention d'un chevalier nommé Geoffroy, qui aurait contribué à la reconstruction de l'église au XIIe siècle ; il pourrait s'agir là d'une confusion anachronique avec Geoffroy Ier de Beauvilliers, chevalier et seigneur de Saint-Aignan, son fils partageant la dîme de Rivez avec le chapitre de Saint-Sauveur à partir de 1292.
En 1329, Jean de Blois, frère cadet du comte Guy Ier, est transféré de Saint-Martin de Tours à la collégiale Saint-Sauveur de Blois en tant que chanoine.
Bien que l'abbaye de la Guiche ait été la principale nécropole des comtes de Blois, certains d'entre eux ont été inhumés près de leur château et, par conséquent, au sein de Saint-Sauveur, parmi lesquels le comte Louis II de Blois-Châtillon en 1372.

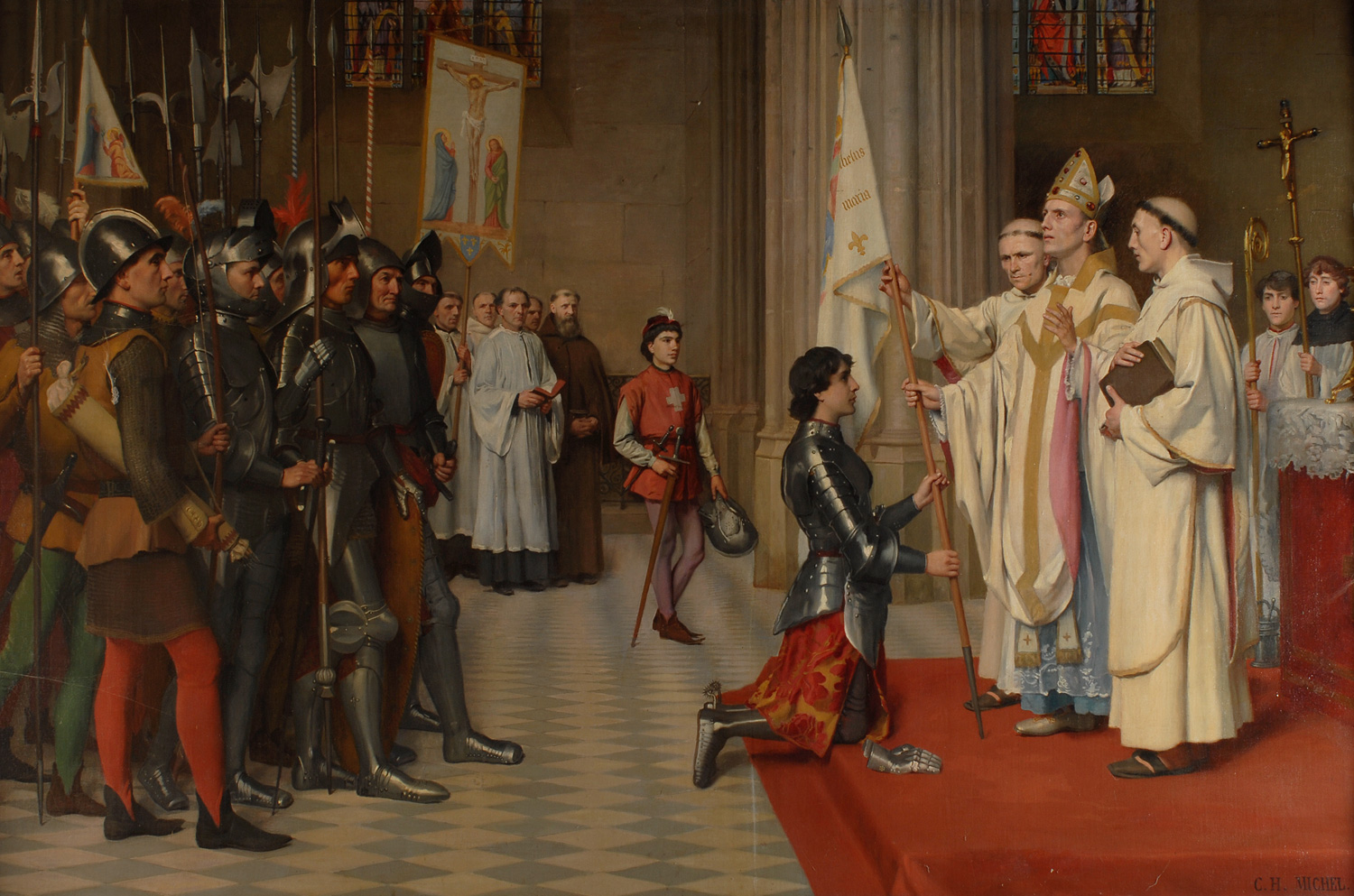
Jeanne d'Arc faisant bénir son étendard à Blois. Charles-Henri Michel, 1901, chapelle Saint-Calais du château de Blois.

Entre le 25 et 26 avril 1429, Jeanne d'Arc, alors en passage à Blois avant de délivrer Orléans, fit bénir son étendard au sein de la collégiale Saint-Sauveur. Cette scène sera représentée en 1901 par le peintre Charles-Henri Michel.
En 1465, le duc-poète Charles d'Orléans, père de Louis XII, est inhumé à Saint-Sauveur, après sa mort accidentelle à Amboise.
En juin 1503, Dom Pacello da Mercogliano est nommé chanoine de la collégiale. Après avoir servi Ferdinand le Catholique à Naples, cet architecte paysagiste italien est en effet invité depuis 1496 en France par le roi Louis XII pour aménager les jardins de plusieurs châteaux, dont celui de Blois, une dizaine d'années avant l'arrivée de Léonard de Vinci dans la région.
Autrefois surplombant la ville à l'image de l'actuelle cathédrale Saint-Louis, l'édifice a néanmoins lourdement souffert des guerres de Religions. Un ambassadeur italien regrette en 1577 la proéminence des monuments religieux dominant le centre-ville de Blois, tous en ruines depuis 1568. Saint-Sauveur, en particulier, fut pillée de ses orgues qui en faisaient la fierté. À l'occasion des États généraux de 1576 et de 1588, convoqués à Blois par le roi Henri III, Saint-Sauveur voit se célébrer en son sein les dévotions officielles de l'ordre du clergé.
Au début de l'année 1589, le corps de la reine Catherine de Médicis, décédée le 5 janvier au château de Blois, repose plusieurs mois à l'intérieur des murs de la collégiale avant son inhumation définitive à la basilique Saint-Denis.
En 1698, lorsque Blois fut érigé en évêché, les chapitres de l'église collégiale Saint-Sauveur et de l'église collégiale Saint-Jacques sont unis pour former le chapitre de la cathédrale. Celui-ci est installé dans l'église paroissiale Saint-Solenne, portant aujourd'hui le nom de cathédrale Saint-Louis.
L'édifice est détruit pendant la Révolution française, à partir de 1793, et les dernières ruines ne sont débarrassées qu'en 1820. Depuis, une large terrasse au niveau du promontoire du château surplombe l'ancien Bourg-Moyen et Blois-Vienne.
La paroisse Saint-Sauveur, limitée au promontoire du château et à la rue des Violettes, fut alors réunie à la paroisse Saint-Nicolas, au même titre que Saint-Martin-aux-Choux.
De nos jours, les parterres Saint-Sauveur constituent l'unique vestige matériel de l'ancienne collégiale.

## Architecture
Bien que détruite pendant la Révolution, l'architecture de la collégiale Saint-Sauveur est relativement bien connue grâce à des vues et un plan dressé en 1793.
L'édifice comprenait ainsi trois vaisseaux, terminés par une abside à forme polygonale et à déambulatoire.
Jusqu'au XVIe siècle, Saint-Sauveur était par ailleurs célèbre pour sa haute flèche au sommet de sa tour clocher, pour une statue colossale de Saint Christophe, ainsi que pour un majestueux portail (appelé porte des Saints ou porte des Apôtres au XVe siècle) au style proche de celui de Notre-Dame de Paris,.
Lors de la saisie de l'édifice, son procès-verbal d'estimation en 1793, avant sa vente, décrivait une église « des plus gothiques tant par sa forme que par sa construction » .